# El amor de María Isabel
El amor de María Isabel es una película de comedia, romance y drama mexicana de 1968 dirigida por Federico Curiel «Pichirilo» y protagonizada por Silvia Pinal, José Suárez, Norma Lazareno, María Antonieta de las Nieves, Roberto Gómez Bolaños "Chespirito", Lucy Gallardo, Aldo Monti, Tito Junco y Rogelio Guerra. Esta película fue filmada entre marzo y junio de 1968 y estrenada el 2 de abril de 1970. Es la secuela de la película María Isabel realizada un año antes en 1967.

## Trama
Maria Isabel se ha convertido en una dama de sociedad pero tiene que lidiar con la infidelidad de su esposo.

## Reparto
- Silvia Pinal, María Isabel Sánchez.
- José Suárez, Ricardo Robles.
- Aldo Monti, Ariel.
- Lucy Gallardo, Mireya.
- María Antonieta de las Nieves, Rosa Isela (adolescente).
- Norma Lazareno, Gloria Robles.
- Rogelio Guerra, Ernesto.
- Lucy Buj, Rosa Isela (niña).
- Tito Junco, Don Félix Pereira.
- Sergio Barrios.
- Josefina Escobedo.
- José Luis Jiménez, Maestro.
- Amado Zumaya, Tata.
- Roberto Gómez Bolaños "Chespirito", Instructor de manejo.
- Irlanda Mora.
- Alicia del Lago.